# 人馬座KW
人马座KW是一颗位于人马座的红超巨星，距离地球约10000光年。它的直径是太阳的1009倍，是目前已知最大的恒星之一。它的亮度是太阳的36万倍以上，是已知最亮的恒星之一。

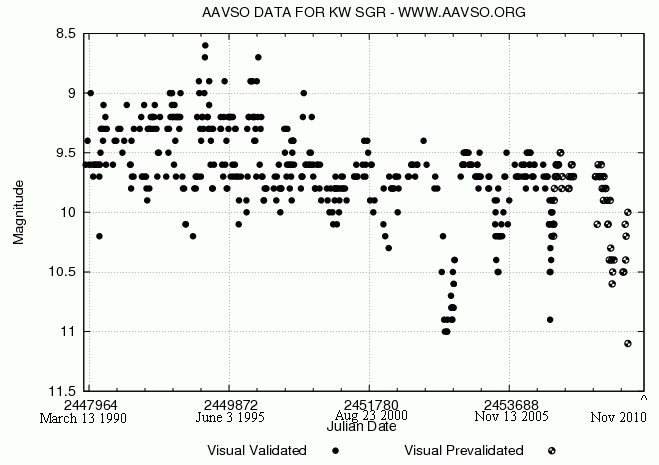
美国变星观测者协会在1990年1月1日至2010年11月24日对人马座KW光变曲线的记录。图中越往上面表示越亮，日期上面的数字是儒略日。